# Titi Buengo
André "Titi" Buengo (Luanda, Angola, 11 de febrero de 1980) es un  exfutbolista angoleño. Jugaba de delantero.

## Selección nacional
Fue internacional con la Selección de fútbol de Angola, y disputó 7 partidos internacionales.

### Participaciones en Copas del Mundo
| Mundial                        | Sede     | Resultado    |
| ------------------------------ | -------- | ------------ |
| Copa Mundial de Fútbol de 2006 | Alemania | Primera fase |

## Clubes
| Club                                     | País    | Año       |
| ---------------------------------------- | ------- | --------- |
| Olympique Saint-Quentin                  | Francia | 2000-2001 |
| Entente Sportive de Wasquehal            | Francia | 2001-2002 |
| Union Sportive Créteil-Lusitanos         | Francia | 2002-2003 |
| Grenoble Foot 38                         | Francia | 2003-2005 |
| Neuchâtel Xamax FC                       | Suiza   | 2005      |
| Clermont Foot Auvergne                   | Francia | 2005-2005 |
| Amiens Sporting Club Football            | Francia | 2005-2008 |
| Espérance Sportive Troyes Aube Champagne | Francia | 2008-2009 |
| LB Châteauroux                           | Francia | 2009-2010 |
| Tours FC                                 | Francia | 2010      |